# Kocmeuch
Kocmeuch (przezw. kocmołuch – brudas, niechluj) – negatywny demon domowy z wierzeń Lasowiaków, szkodzący ludziom poprzez podkradanie mleka krowom.
Kocmeuch w ciągu dnia przesiadywał ukryty w stajni pod progiem, a w nocy podpełzał w niewidzialny sposób pod wymię krowy, aby ją doić. Wyobrażano go sobie jako niedużego, zdeformowanego człowieka, pozbawionego odzieży, z dużą jajowatą głową osadzoną na cienkiej szyi, z dużymi i obwisłymi uszami, skośnymi oczami oraz z mocno wydętym brzuchem i sterczącym do przodu pępkiem, jednakowo wypukłymi pośladkami oraz cienkimi rękami i nogami uzbrojonymi w ptasie szpony. O prawdopodobnym usadowieniu się tego demona w jakimś gospodarstwie miało świadczyć stopniowe zmniejszanie się każdorazowych udojów mleka. Zapobiec temu mogły jedynie przedmioty poświęcone, które odstraszały kocmeucha i przepędzały ze stajni.